# Prailles
Prailles – miejscowość i dawna gmina we Francji, w regionie Nowa Akwitania, w departamencie Deux-Sèvres. W 2016 roku populacja ówczesnej gminy wynosiła 689 mieszkańców. 
W dniu 1 stycznia 2019 roku z połączenia dwóch ówczesnych gmin – La Couarde oraz Prailles – powstała nowa gmina Prailles-La Couarde. Siedzibą gminy została miejscowość Prailles. 